# Golin (województwo lubuskie)
Golin (niem. Guhlen) – wieś w Polsce położona w województwie lubuskim, w powiecie żarskim, w gminie Jasień.
W latach 1954–1961 wieś należała i była siedzibą władz gromady Golin, po jej zniesieniu w gromadzie Jasień. W latach 1975–1998 miejscowość administracyjnie należała do województwa zielonogórskiego.

## Zabytki
Do wojewódzkiego rejestru zabytków wpisana jest:
- szkoła, nr 2, z końca XVIII wieku.